# Kríni (Aroanía, Achaïe)
Pour les articles homonymes, voir Kríni.
Kríni (grec moderne : Κρήνη) est une localité située dans le dème de Kalávryta, dans le district régional d'Achaïe, dans la périphérie de Grèce-Occidentale, en Grèce.
Selon le recensement de 2021, elle compte 50 habitants.